# Csicskáztatás
A csicskáztatás a jelenkori Magyarország társadalmi jelensége, tulajdonképpen úr-szolgai, sőt rabszolgai viszonyt jelez. Becslések szerint 30-40 ezer fő él jelenleg csicskaként, elsősorban vidéken. 

## Jellemzői
Lényege, hogy jellemzően kiszolgáltatott, egyedülálló emberek fizetés nélkül, csupán ételért és lakhatásért cserébe dolgoznak munkaadóiknak, akik nyugdíjukat, segélyüket is elveszik tőlük.
Tipikusan peremhelyzetre szorult (hajléktalan, rokkantnyugdíjas, egyedülálló) embereket szerveznek be, és nevükben segélyt, kölcsönt vesznek fel, majd ezért cserébe munkát és táplálékot adnak nekik. Fizetést általában nem kapnak, lakhatási körülményeik jellemzően igen rosszak, táplálkozásuk egyoldalú. Könnyen kerül csicska szerepbe az uzsorázás során kilátástalan helyzetbe került adós, aki az ingyen munkával törleszti tartozását.